# This Is the Police
『This Is the Police』（ディスイズザポリス）は、ストラテジー/アドベンチャーゲームで、クラウドファンディングによって集めた資金で制作された。プレイヤーは警察署長になり、退職までに50万ドルを稼ぐことを目標としている。

## 概要
アメリカにある架空の都市「フリーバーグ市」が舞台で、プレイヤーは腐敗した市警察の署長「ジャック・ボイド」になり、警察を運営し事件を解決しつつ、半年後の解任までに50万ドルを自主的に稼ぐために汚職に手を染めていく。

## 主な登場人物
- ジャック・ボイド（Jack Boyd）
声：ジョン・セント・ジョン
フリーバーグ市警察の警察長で主人公。市長から解任を告げられ、半年後には辞職するまで50万ドルを稼ごうとしている。家庭の問題も抱えている。
- クリストファー・G・サンド（Christpher G. Sand） 
フリーバーグにある犯罪組織の親玉。
- ヴィーカス・ヴァルガ（Vicus Varga）
サンドへの復讐を誓っているギャングスター。また、ボイドに協力を依頼してくる。

## ゲーム内容

### アドベンチャーパート
会見や検察局の聴取を受けた際等に発生する。プレイヤーは選択肢を選んでいく。

### ストラテジーパート
主に、通報に対して、警官及び刑事を派遣する。
人事
1日交代の2グループに分かれている。警官を解雇したり、新たに採用したりすることができる。警官・刑事の雇用数は決まっており、市への要求が通れば増えるが、逆に予算削減として減る場合がある。
事件への対処
通報があると、その通報の対処の期限までの残り時間が示された吹き出しが表示される。重大事件の場合、警官が現場から指示を仰いでくることがある。また、犯人を割り出す事件がある。

## This Is the Police 2

### 主な登場人物
- ジャック・ボイド（ウォーレン・ナッシュ）
声：ジョン・セント・ジョン
前作の主人公で、ウォーレン・ナッシュと言う偽名を使用している。
- リリー・リード
声：サラ・ハミルトン
シャープウッド警察の保安官。